# カンタベリー教区

カンタベリー教区の紋章

カンタベリー教区の旗

カンタベリー教区 (カンタベリーきょうく、英語: Diocese of Canterbury)は、イングランド教会カンタベリー管区の教区のひとつで、597年にカンタベリーのアウグスティヌスによって設立され、ケント州東部をカバーする。教区の中心はカンタベリー大聖堂（主教座聖堂）で、イングランド教会の最古の教会である。教区内には、小教区が231、教会が327ある。
多少古い調査だが、「イングランドとウェールズの教会歳入を調査するために陛下によって任命されたコミッショナーの報告書」 (1835 年) によると、カンタベリー教区の年間純収入がは19,182 ポンドであるとしているので、これによりイングランドで最も裕福な教区であった。
カンタベリー教区の主教はカンタベリー大主教で、現在はジャスティン・ウェルビー師である。カンタベリー大主教の主要公邸はロンドンのランベス宮殿で、国務もあり、しばしばカンタベリーには不在なので、次席・サフラガン主教のドーバー主教（現在はローズ・ハドソン＝ウィルキン Rose Hudson-Wilkin 師）が務める。

## 参照項目
- オールド宮殿 (カンタベリー)
- カンタベリー管区
- ロンドン教区
- イングランド教会の教会組織